# Seznam nosilcev spominskega znaka Maribor - Dobova
Seznam nosilcev spominskega znaka Maribor - Dobova.

## Seznam
(datum podelitve)
- 24. februar 1998 - Vincencij Beznik - Ivan Bišof - Marko Brčan - Roman Brelih - Boro Brestovac - Slavko Brezovnik - Darko Bukovec - Peter Bunderšek - Milan Ceglar - Tomaž Cerk - Branko Cigoj - Bojan Čampa - Ludvik Čarni - Ivan Černe - Matjaž Čulk - Radivoj David - Zvonko Debeljak - Feliks Detela - Jože Dežman - Boško Doneski - Avgust Dreisiebner - Ismet Duratović - Ludvik Faflek - Boštjan Gaertner - Dušan Gorše - Aleš Grudnik - Bojan Henigman - Žarko Henigman - Herman Hočevar - Marjan Hočevar - Ivan Horžen - Drago Hribar - Vojan Hribar - Vilko Ilc - Alojz Jakoš - Ivan Jamnik - Martin Jazbec - Metod Jerman - Borut Jesenšek - Milan Kangler - Marjan Karlič - Igor Kavčič - Štefan Kelenc - Miran Kern - Franc Klemenčič - Jože Klemenčič - Rade Klisarič - Anton Kolar - Janez Končar - Bojan Kopač - Janez Koprivec - Franc Kosmač - Janez Košir - Marija Košir - Matjaž Kovač - Janez Kranjc - Milan Kranjc - Franci Kregar - Robert Kuret - Edvard Lavrič - Mladen Legin - David Leitinger - Ivo Lenarčič - Stanko Leščanec - Dušan Ličina - Goran Likar - Bojan Logar - Drago Logar - Vili Logar - Boris Lozej - Mitja Majetič - Janez Makovec - Vilma Mikluž - Boris Mikuš - Anton Mikuž - Janez Mirt - Silvo Možek - Milan Nikolić - Janez Novak - Jože Novak - Aleš Oblak - Marjan Oblak - Branko Obranovič - Nikola Orlović - Branko Osterc - Milan Ovnič - Gregor Panjan - Igor Parežnik - Željko Pavlica - Darko Pavlič - Samo Pernišek - Franci Petraš - Štefan Pirnat - Jože Plestenjak - Igor Podržaj - Vojko Pongračič - Janez Portir - Boris Potočnik - Emil Pozvek - Igor Prah - Darko Prašiček - Nurija Prošić - Milan Reich - Damjan Rejec - Gabriel Rijavec - Joško Rojc - Franc Rožman - Slavko Rožman - Bogdan Sopšič - Milenko Spasić - Željko Srečković - Branko Šalamun - Franc Šega - Tomaž Šeme - Janez Šibanc - Joško Škufca - Srečko Štrucelj - Pavle Tepina - Mitja Teropšič - Ljubo Tomažič - Gorazd Tomić - Gorazd Toplak - Drago Toporiš - Uroš Tratnik - Ivan Turk - Andrej Urek - Radomir Valentič - Janez Varl - Bojan Vašl - Mitja Vehovec - Vesna Vičič - Dušan Vinter - Domen Vivod - Dejan Vnuk - Roman Volčanjk - Matjaž Vrčon - Jožef Zaletelj - Zvonko Zavodnik - Darko Zidanski - Rajko Zupančič - Ludvik Zvonar - Roman Žabjek - Bojan Žagar - Janez Žagar - Alojz Žnidaršič